# Liste des lieux submergés en Espagne
Cette liste recense les lieux submergés d'Espagne, généralement par des lacs de barrage.

## Liste

### Localités

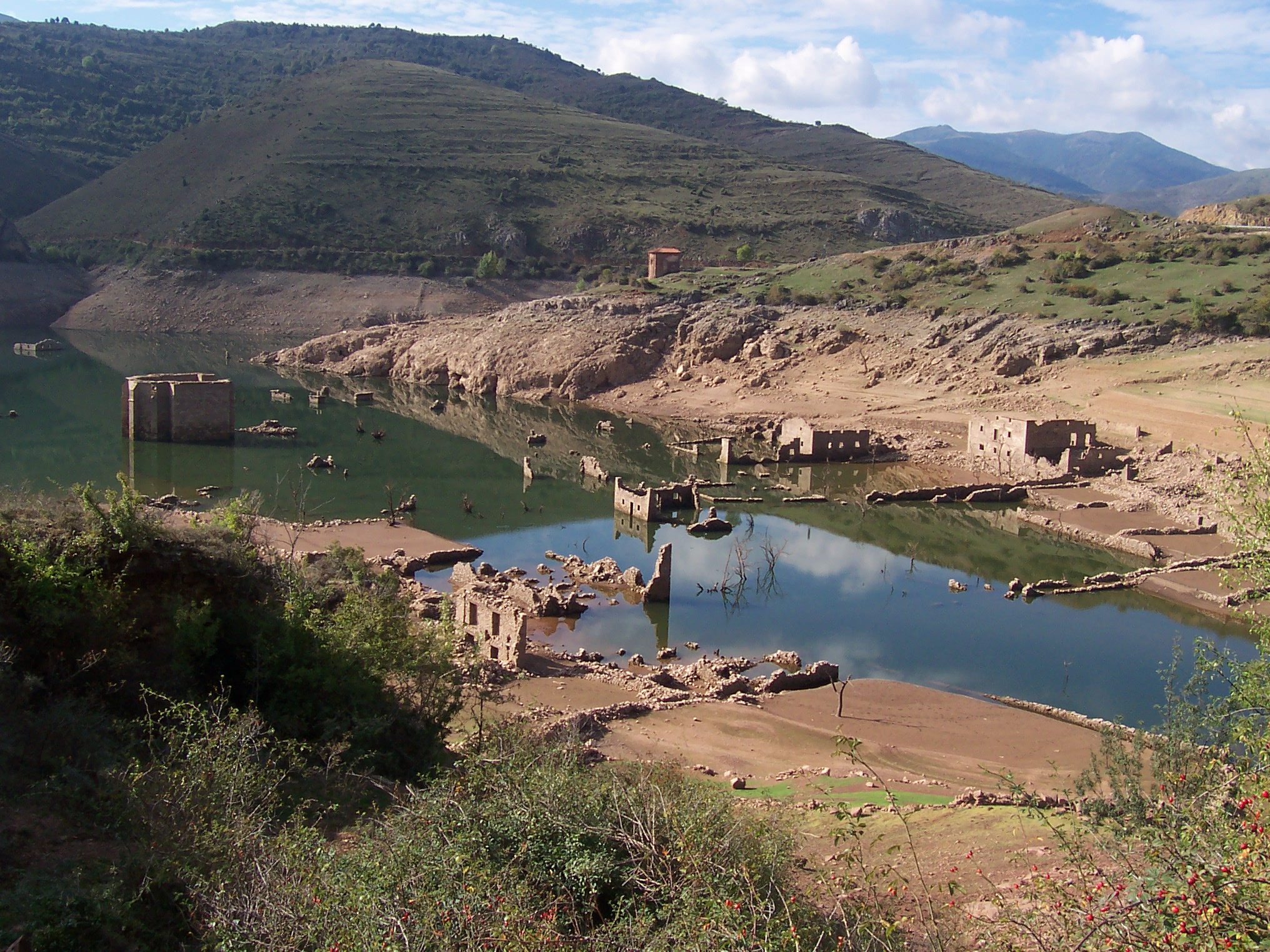
Ruines de l'ancien village de Mansilla de la Sierra, La Rioja.

Villages submergés sous les eaux d'un lac de barrage :
- Andalousie :
  - Vieux village de Castellar de la Frontera, Cadix
  - Vieux village de Canales, Grenade (lac de Canales)[1]
  - Peñarrubia, Malaga (lac de Guadalteba)[2]

- Aragon :
  - Huesca :
    - Mediano (lac de Mediano)
    - Vieux village de Lanuza (lac de Lanuza)

  - Fayón, Saragosse (lac de Ribarroja)
  - Santolea, Teruel (lac de Santolea)[3]

- Castille-et-León :
  - Anciles, Burón (partiellement), Éscaro, La Puerta, Pedrosa del Rey et vieux village de Riaño, León (lac de Riaño)
  - La Muedra, Soria (lac de La Cuerda del Pozo)
  - Argusino, Zamora (lac de Almendra)[4]

- Castille-La Manche :
  - Guadalajara :
    - Santa María de Poyos (lac de Buendía)[5]
    - El Atance (lac d'El Atance)[6]

- Catalogne :
  - Sant Romà de Sau, Barcelone (lac de Sau)
  - Vieux village de Tiurana, Lérida (lac de Rialb)[7]

- Estrémadure :
  - Talavera la Vieja, Cáceres (lac de Valdecañas)[8]

- Galice :
  - Vieux village de Portomarín, Lugo (lac de Belesar)

- La Rioja :
  - Vieux village de Mansilla de la Sierra (lac de Mansilla de la Sierra)

- Communauté valencienne :
  - Benagéber, Valence (lac de Benagéber)

## Monuments

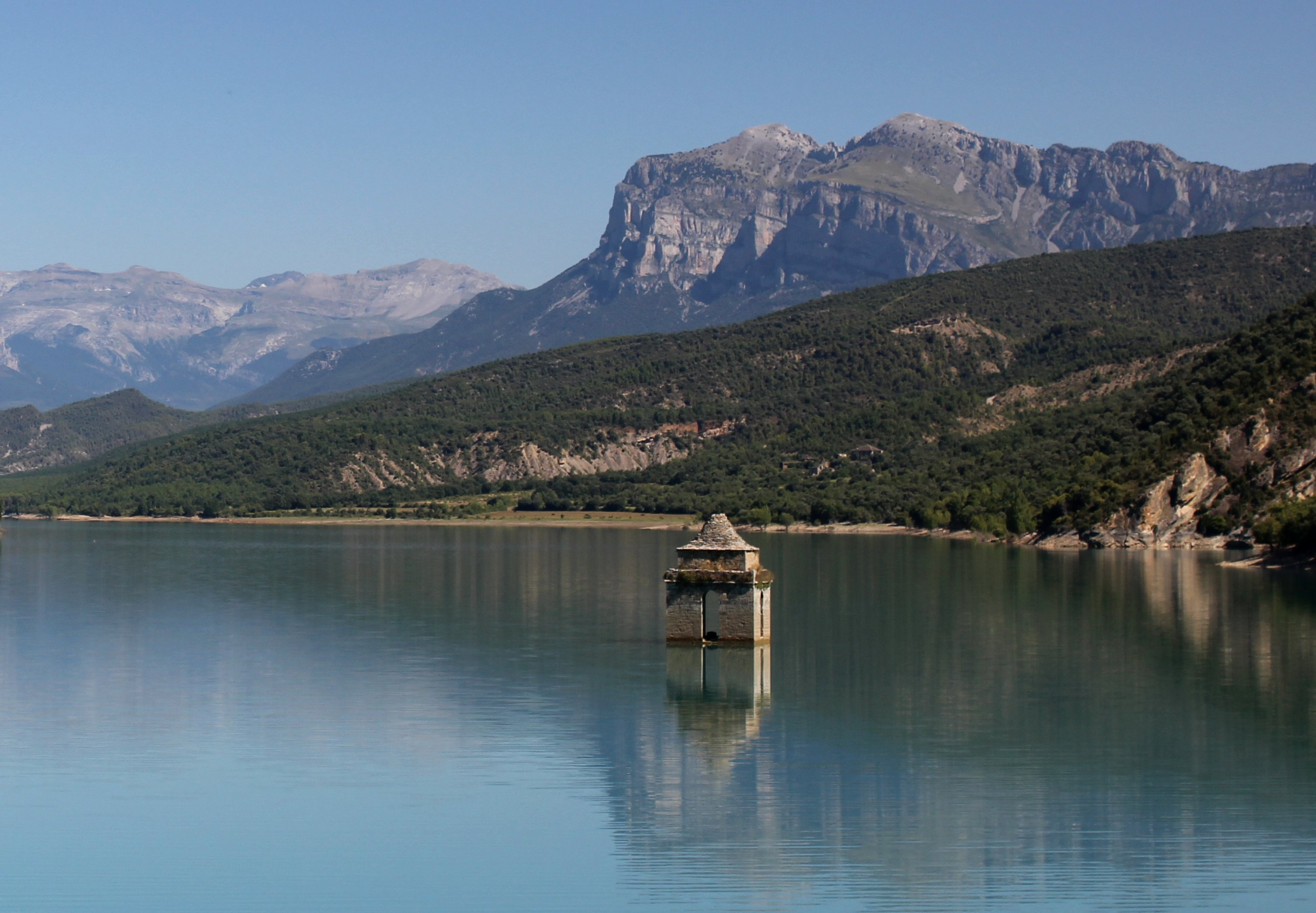
Sommet du clocher de l'église de Mediano, Huesca.

Monuments partiellement ou complètement sous les eaux d'un lac de barrage, éventuellement visibles suivant son niveau :
- Andalousie :
  - Hermitage d'El Mibral, Cadix (lac de Guadalcacín)

- Aragon :
  - Huesca :
    - Église de Mediano (lac de Mediano)[9]
    - Hermitage de San Antonio (lac de Mediano)[9]
    - Hermitage de Virgen de Monclús (lac de Mediano)[9]
    - Pont médiéval (lac de Mediano)[9]

- Castille-La Manche :
  - Reales Baños de La Isabela Guadalajara (lac de Buendía)

- Catalogne :
  - Église Sant Romà, Vilanova de Sau, Barcelone (pantà de Sau)

### Monuments déplacés

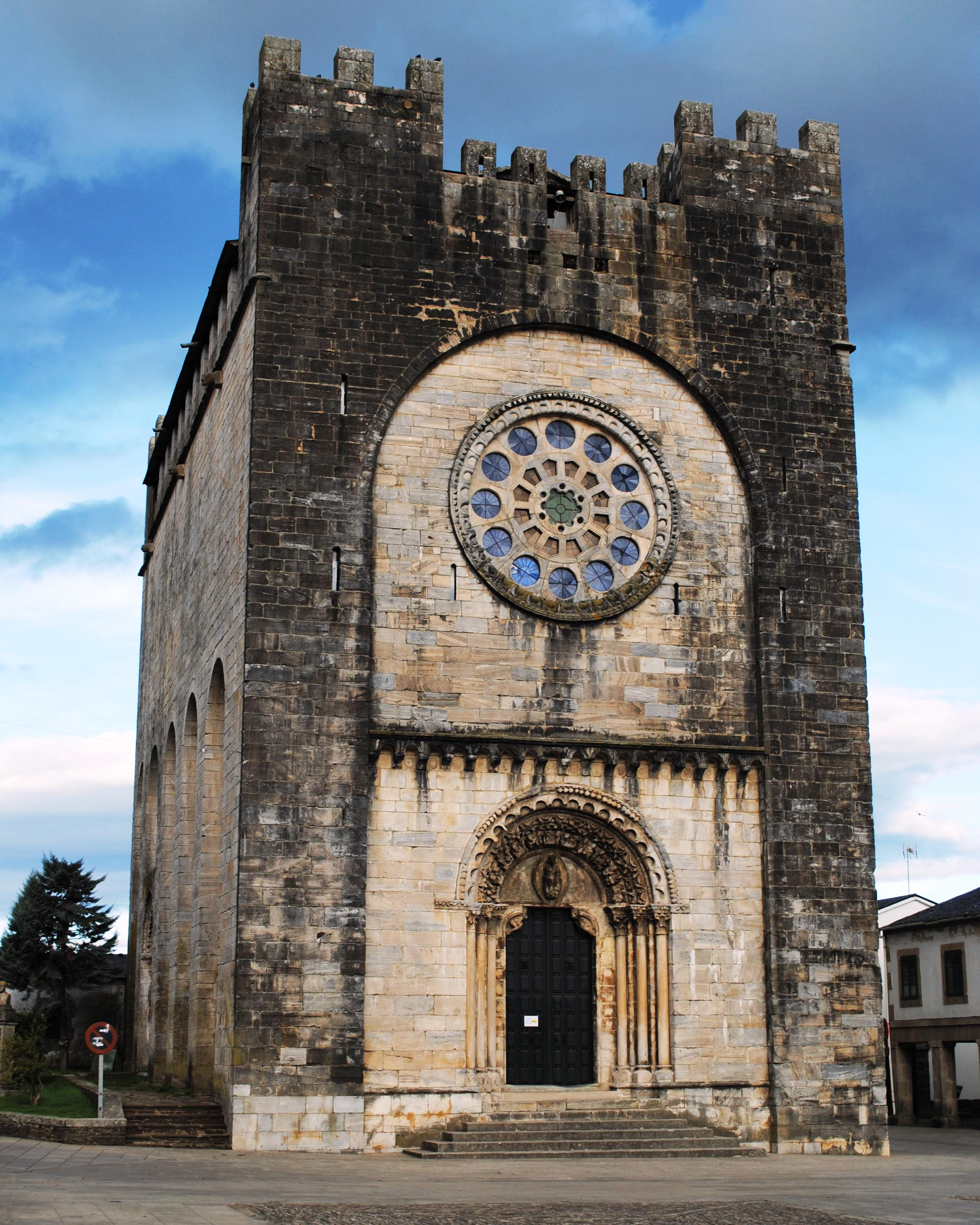
Église San Nicolás, déplacée pierre par pierre depuis l'ancien village de Portomarín vers le nouveau.

Monuments partiellement ou complètement déplacés pour éviter leur submersion :
- Castille-et-León :
  - Église de Pedrosa del Rey, déplacée de Pedrosa del Rey au nouveau village de Riaño, León
  - Église Nuestra Señora del Rosario, déplacée de La Puerta au nouveau village de Riaño, León

- Castille-La Manche :
  - Guadalajara :
    - Église Nuestra Señora de la Asunción, déplacé d'El Atance à Guadalajara et renommée église San Diego de Alcalá[6]
    - Une fontaine d'El Atance, déplacée dans un parc de Sigüenza[6]

- Catalogne :
  - Façade de l'église San Pedro, déplacée de l'ancien village de Tiurana au nouveau[7]

- Galice :
  - Portomarín, Lugo :
    - Église San Nicolás
    - Église San Pedro